# مجانة
مجانة هي إحدى بلديات ولاية برج بوعريريج الجزائرية و ترتبط بها عدة بلديات مثل ثنية النصر والقلة واليشير، تبعد عن مقر الولاية بـ 09 كلم فقط تحتوي على عدة مرافق وأماكن اثرية مثل عين بشاغا.